# Karl Denke
 (mai 2024).
Si vous disposez d'ouvrages ou d'articles de référence ou si vous connaissez des sites web de qualité traitant du thème abordé ici, merci de compléter l'article en donnant les références utiles à sa vérifiabilité et en les liant à la section « Notes et références ».
Karl Denke, né le 12 août 1860 à Oberkunzendorf, dans l'arrondissement de Münsterberg, et mort le 22 décembre 1924 à Münsterberg, dit Papa Denke, est un tueur en série allemand des années 1920.

## Biographie
L'enfance de Denke n'est pas connue. Âgé d'une vingtaine d'années, il s'installe en 1880 à Münsterberg au 10 de la rue Teichstraße qui sera le lieu de ses crimes. Denke est connu dans le voisinage comme un personnage un peu excentrique mais aussi pour avoir toujours un repas à offrir aux sans-abris et aux ouvriers itinérants. De 1893 à 1895, il est mentionné comme assistant organiste chargé de la machinerie de l'orgue et comme porteur de croix lors des processions de la communauté évangélique. Il est à noter qu'en 1906 il choisit de ne plus payer d'impôt religieux et qu'il se considère depuis comme sorti de l'Église.

## Arrestation et décès
Le 21 décembre 1924, des cris s'échappent du logement de Denke. Vincenz Olivier, ouvrier itinérant et sans-abri, en sort avec une blessure ouverte à la tête. Un voisin accouru pour l'aider ne le croit pas quand Olivier déclare avoir été agressé par le vieux Denke à coups de pioche, car Denke est favorablement connu du voisinage. Vincenz Olivier est d'abord arrêté pour vagabondage avant d'être présenté le lendemain au juge devant lequel il réussit à plaider sa bonne foi. Le juge ordonne le placement de Denke en détention provisoire, décision qui provoque la colère du voisinage de Denke scandalisé par l'emprisonnement d'un concitoyen irréprochable. Le jour suivant son interpellation, Denke est retrouvé mort pendu dans sa cellule juste avant sa première audition.

## Enquête
Le tribunal ordonne la fouille de son logement. Les autorités y découvrent de nombreux restes humains, dont 420 dents, 480 ossements, et des repas préparés à base de viande humaine, certains destinés à une consommation prochaine, d'autres conservés dans des bocaux de conserve pour une consommation ultérieure. On trouve aussi trois bretelles de pantalon et des lacets confectionnés à base de peau humaine.
Le suicide de Denke éteint l'action judiciaire : en l'absence de son audition, le détail de ses crimes, le nombre réel de ses victimes et ses motivations restent incertains. Néanmoins, les conclusions de l'enquête menée par la suite établissent :
- que Denke a tué au moins 30 personnes, a cuisiné leur chair, en a consommé, et en a vendu une partie sur le marché de Breslau, ce qui est contesté par le porte-parole du marché de l'époque
- que Denke a scrupuleusement consigné par écrit avec une précision de comptable les noms des victimes et leur « poids d'abattage »
- que les victimes sont soigneusement mentionnées comme étant pour la plupart des vagabonds, dont quatre femmes
- que les notes de Denke, établies avec minutie, commencent le 21 février 1903 avec la première victime nommée Ida Launer, et s'arrêtent le 20 avril 1924 avec la trentième victime nommée Kaspar Hubalk, et également la trente-et-unième victime désignée, Vincenz Olivier, mentionnée à l'avance.

En 1924 est arrêté le meurtrier en série Fritz Haarmann à Hanovre. En 1921 également, les crimes de Carl Großmann à Berlin sont révélés au grand public. Les trois événements furent mis en parallèle par la presse et dans l'opinion.